# Вртлар (ТВ серија)
Вртлар (шп. El jardinero) шпанска је телевизијска серија коју је створио Мигел Саез Карал за Netflix. Глумачку поставу предводи Алваро Рико. Серија је приказана 11. априла 2025.

## Радња
Елмера је мајка због недостатка осећања претворила у плаћеног убицу. Међутим, када се он заљуби у своју следећу жртву, њихова фасада мирних вртлара почне да пуца.

## Улоге
| Глумац            | Улога          |
| ----------------- | -------------- |
| Алваро Рико       | Елмер          |
| Сесилија Суарез   | Ла Чина Хурадо |
| Каталина Сопелана | Виолета        |
| Ема Суарез        | Сабела         |
| Франсис Лорензо   | Торес          |
| Марија Васкез     | Карера         |

## Епизоде
| Бр. еп. (укупно) | Бр. еп. (у сезони) | Наслов              | Редитељ         | Сценариста       | Премијера       |
| ---------------- | ------------------ | ------------------- | --------------- | ---------------- | --------------- |
| 1                | 1                  | Пејзаж Атлантика    | Микел Руеда     | Мигел Саез Карал | 11. април 2025. |
| 2                | 2                  | Клијање семена      | Микел Руеда     | Мигел Саез Карал | 11. април 2025. |
| 3                | 3                  | Органски супстрат   | Микел Руеда     | Иса Санчез       | 11. април 2025. |
| 4                | 4                  | Сузбијање штеточина | Рада Монтесинос | Мигел Саез Карал | 11. април 2025. |
| 5                | 5                  | Острво распадања    | Рафа Монтесинос | Иса Санчез       | 11. април 2025. |
| 6                | 6                  | Календар обрезивања | Рафа Монтесинос | Мигел Саез Карал | 11. април 2025. |